# جیمز باد
جیمز هربرت باد (انگلیسی: James Herbert Budd؛ ۱۸ مهٔ ۱۸۵۱ – ۳۰ ژوئیهٔ ۱۹۰۸) یک وکیل و سیاست‌مدار دموکرات اهل ایالات متحده آمریکا بود. باد در فاصلۀ سال‌های ۱۸۹۵-۱۸۹۹ نوزدهمین فرماندار ایالت کالیفرنیا بود.